# Vlaška (Trebinje)
Pour les articles homonymes, voir Vlaška.
Vlaška (en serbe cyrillique : Влашка) est un village de Bosnie-Herzégovine. Il est situé sur le territoire de la ville de Trebinje et dans la république serbe de Bosnie. Son nom signifie « valaque » en serbe, car avant le XIXe siècle les Valaques étaient encore nombreux dans la région. Selon les premiers résultats du recensement bosnien de 2013, il ne compte plus aucun habitant.

## Géographie
Le village est situé à l'est du lac de Bileća, un lac artificiel créé par la construction d'un barrage sur la Trebišnjica.
Il est entouré par les localités suivantes :
|                  | Šćenica Ljubomir  |                                              |
| Šćenica Ljubomir | Vlaška            | Mirilovići (municipalité de Bileća) Brani Do |
|                  | Pijavice Brani Do |                                              |

## Démographie

### Évolution historique de la population dans la localité
| 1948 | 1953 | 1961 | 1971 | 1981 | 1991 | 2013 |
| ---- | ---- | ---- | ---- | ---- | ---- | ---- |
| -    | -    | 43   | 32   | 17   | 13   | 0    |

|  |

### Répartition de la population par nationalités (1991)
En 1991, les 13 habitants du village étaient tous serbes.